# Мархлевский, Анатолий Церилиевич
Мархле́вский Анато́лий Цери́льевич (Сергеевич) (29 сентября 1935, Винница — 20 марта 2013, Киев) — украинский хоровой дирижёр, педагог, заслуженный деятель искусств УССР (1979), профессор (1991)

## Биография
1935 год — родился в г. Винница. 1956 год — окончил Одесское музыкальное училище с отличием (хоровой класс профессора, заслуженного деятеля искусств Украины Пигрова Константина Константиновича, класс дирижирования заслуженного работника культуры Украины, профессора Луговенко Веры Николаевны). 1956 год — поступил в Одесскую государственную консерваторию имени А. В. Неждановой на дирижерско-хоровой факультет (хоровой класс Пигрова К. К., класс дирижирования народного артиста Украины, профессора Дущенко Евгения Васильевича). Во время учёбы был стипендиатом имени М. Д. Леонтовича. 
 1961 год — по окончании консерватории с отличием был зачислен преподавателем дирижерско-хоровых дисциплин кафедры хорового дирижирования консерватории. 1962 год — переезжает в г. Винницу.

«С 1962 по 1970 годы дирижёром хора был заслуженный деятель искусств Украины А. Ц. Мархлевский. Звучание хора училища под его руководством отличалось чистотой хорового строя, выразительностью, большим художественным вкусом, тонкой нюансировкой. На республиканской хоровой конференции в Киеве хор получил высокую оценку и был признан как один из лучших коллективов музучилищ. В репертуаре хора большое количество произведений украинских и зарубежных композиторов разных стилей и жанров, а также обработки народных песен. Ему в этот период аплодировали не только в городах и сёлах Винницкой области, но и за её пределами. Дважды хор выступал на главной сцене Украины — сцене Октябрьского дворца. Выступления хора под руководством А. Мархлевского — незабываемая страница высокого исполнительского мастерства коллектива» (книга «50 лет Винницкого училища культуры и искусств им. М. Д. Леонтовича», глава «дирижерско-хоровой отдел», Винница, 2008, стр. 108—109.)

В книге «Покликання» о жизненном и творческом пути народного артиста Украины, академика, ректора Национальной музыкальной академии Украины имени П. И. Чайковского, бывшего директора Винницкого музучилища Олега Семёновича Тимошенко написано: «Яркая страница истории Винницкого музыкального училища связана с деятельностью Анатолия Церильевича Мархлевского — заслуженного деятеля искусств Украины, с 1970 года — преподавателя и руководителя хора, с 1991 — профессора Киевского государственного университета культуры. Обучение в классе выдающегося украинского дирижёра и педагога К. Пигрова дало ему основательную профессиональную базу и впоследствии позволило занять почётное место в ряду выдающихся представителей школы К. Пигрова — А. Авдиевского, М. Гринишина, Е. Дущенко, Д. Загрецкого, Г. Лиознова … С 1962 года А. Мархлевский работает в Виннице художественным руководителем филармонии. В сентябре того же года Олег Семёнович предложил ему преподавательскую работу в училище — цикл хоровых дисциплин и руководство хором»(«Покликання», Київ, «Музична Україна», 2002, стор.27)

## Коллектив хора
Учебно-творческий коллектив — это по сути есть школа хорового пения и главная дисциплина для будущих хормейстеров. Именно в хоре Винницкого музыкального училища получали основы вокально-хорового мастерства будущие выдающиеся деятели искусства, среди которых народные артисты Украины Анатолий Кочерга, Владимир Зарков, Анатолий Сафронов, заслуженные артисты В. Волков, Лиля и Вера Ткачук, А. Медражевский, М. Хорунжий, А . Цимбалюк и многие другие.

1970 год — по приглашению ректора Киевского института культуры профессора Сокальского А. С. и Министерства культуры Украины начал работать старшим преподавателем хоровых дисциплин и руководителем учебного хора Киевского Национального Университета Культуры и Искусств,1980 — доцент, 1991-профессор.

Академический учебный хор кафедры хорового дирижирования стал творческой лабораторией по воспитанию дирижёров-хормейстеров и деятелей музыкального искусства Украины. Традиционные концерты-отчёты, участие в смотрах, международных и всеукраинских фестивалях, конкурсах, где хор неоднократно становился лауреатом, дипломантом; фондовые записи на радио и телевидении (около 100), неизменный участник праздников и торжественных мероприятий — это далеко неполный перечень творчества учебного хора Киевского национального университета культуры и искусств. Этот коллектив поддерживал тесные творческие связи с современными украинскими композиторами, среди которых Леся Дычко, Игорь и Юрий Шамо, В. Степурко, В. Зубицкий, О. Яковчук, М. Шух, О. Красотов и другие; хор университета был первым исполнителем многих их произведений. Например, хоровая симфония Леси Дычко в 4 частях на слова М. Рыльского и П. Тычины, которой хор открывал в 1981 году в Киеве Республиканский дом органной и камерной музыки, диптих «Сонячний струм», хор-опера Игоря Шамо «Ятранські ігри» и другие.

Качество певческого звука, безупречное интонирование, тембрально-ансамблевая слаженность, последовательная и настойчивая учебно-воспитательная работа стали фактически творческим лицом академического учебного хора кафедры.
Именно поэтому из хора вышли настоящие мастера хорового искусства — дирижёры, певцы, солисты, среди которых народный артист Украины Г. Верета, заслуженные деятели искусств И. Стецюк, Г. Романчишин, В. Литвиненко, П. Воронов, заслуженные артисты и работники культуры О. Кийко, Н . Журавель (Нарожная), В. Киящук, К. Клейн, Л. Санцевич и другие.

## Труды
Опыт творческой работы с хором и преподавания ряда дисциплин хорового цикла обобщены в учебном пособии профессора А. Мархлевского «Практические основы работы в хоровом классе» (Київ, «Музична Україна», 1986)

## Отзывы
Феномен одеської хорової школи висвітлюється нерозривно з аналізом діяльності професора К.Пігрова. Досліджуючи витоки цієї школи, відзначимо, що на її формування суттєво вплинули традиції петербурзької Придворної співацької капели, в регентських класах якої К.Пігров отримав блискучу музичну освіту. В цій праці феномен школи вперше комплексно досліджується у всій різноманітності педагогічної системи, основу якої складав хоровий клас Одеської консерваторії — головної лабораторії виховання диригента. Педагогічна система К.Пігрова синтезувала кращі традиції російської і української хорових шкіл. Творча діяльність таких диригентів, як Д.Загрецький, В.Іконник, Г.Ліознов, П.Горохов, В.Шип, В.Луговенко, А.Авдієвський, С.Дорогий, А.Мархлевський, В.Газінський є свідченням життєдайності цієї школи. Джерело:

 «Встреча с настоящим искусством непременно несёт счастье познания прекрасного, приносит эстетическое наслаждение, обогащает душу, вызывает глубокие чувства и переживания. К явлениям именно такого искусства принадлежит хор студентов кафедры хорового дирижирования Киевского института культуры… И главная заслуга в художественных достижениях коллектива принадлежит его неизменному руководителю — Анатолию Мархлевскому.» (М. Гордійчук. Музика і час. Глава «Хор і майстри хорового співу», розділ «Анатолій Мархлевський», Київ, "Музична Україна ", 1984, стор. 270—273.)